# Мутвиця (притока Ствиги)
Мутвиця — річка в Білорусі, у Лельчицькому районі Гомельської області. Права притока Ствиги, (басейн Прип'яті).

## Опис
Довжина річки 34 км, похил річки 0,79  м/км, площа басейну водозбору 217  км². Річка формується декількома безіменними струмками, загатами та повністю каналізована.

## Розташування
Бере початок на південно-західній стороні від Слободи. Тече переважно на північний захід через село Тонеж, Республіканський водно-болотний заказник «Старий Жаден» і на південно-східній околиці села Ричев впадає у річку Ствигу, праву притоку Прип'яті.

## Цікаві факти
- У XIX столітті річка протікала через колишнє село Рудню.[1]
- Неподалік правого берегу річки проходить автошлях Р128 (Республіканські дороги Білорусі (Туров — Лельчиці — Словечно).